# Manifestations de 2020 à Khabarovsk
Les manifestations dans le kraï de Khabarovsk se déroulent depuis le 11 juillet 2020 à Khabarovsk, Komsomolsk-sur-l'Amour, Nikolaïevsk-sur-l'Amour et dans d'autres villes de la région, également à Novossibirsk, Vladivostok et Omsk contre l'arrestation du gouverneur Sergueï Fourgal. Les habitants ont appelé le fait de manifester « sortir nourrir les pigeons ».

## Contexte
Les habitants de l'Extrême-Orient russe se sentent depuis de nombreuses années coupés de la partie occidentale de la Russie et désavantagés par le pouvoir central.
En 2018, Sergueï Fourgal (LDPR) remporte l'élection au poste de gouverneur du kraï de Khabarovsk face au candidat du parti Russie unie. L'homme politique gagne rapidement une grande popularité auprès des citoyens en réduisant les dépenses de son administration, y compris son salaire, et le nombre de fonctionnaires. De plus, il est connu pour sa politique d'austérité au détriment des hommes politiques.
En 2019, les élections à l'assemblée législative du kraï de Khabarovsk conduisent à la défaite du parti pro-gouvernemental.

## Arrestation du gouverneur
Le 9 juillet 2020, le gouverneur de la région, Sergueï Fourgal, est arrêté par les forces de l'OMON et déporté à Moscou le même jour. La détention serait liée à une affaire criminelle avec meurtres remontant à 15 ans plus tôt.
Le 10 juillet 2020, le tribunal Basmanny de Moscou ordonne l'arrestation du suspect dans les meurtres de Fourgal pour une durée de deux mois. Le procès n'est pas public, la défense a l'intention de faire appel.
Les habitants de la Khabarovsk protestent contre le parti de Poutine et pour la libération de Fourgal. Des membres de l'opposition et leurs partisans de différentes directions politiques se réunissent. Fourgal est apprécié en particulier pour sa politique sociale active et la réduction de l'appareil administratif. Les manifestants demandent également que le procès de Fourgal ait lieu à Khabarovsk afin d'assurer une plus grande transparence pour la population.
En réponse aux manifestations, le président Poutine nomme le député Mikhaïl Degtiariov (LDPR) au poste de gouverneur par intérim le 20 juillet 2020.

## Manifestations
Les premières manifestations ont eu lieu le 10 juillet, un jour après l'arrestation de Fourgal.
Selon les estimations du ministère de l'Intérieur, 10 à 12 000 personnes participent aux manifestations du 11 juillet à Khabarovsk, le journal Kommersant mentionne « selon diverses sources » 30 à 35 000 personnes.
Le 12 juillet, deux mille personnes participent à des actions non coordonnées de soutien au gouverneur Sergueï Fourgal à Khabarovsk et entre 300 et 500 personnes à Komsomolsk-sur-l'Amour. Le soir du 12 juillet, la troisième manifestation non autorisée de soutien à Fourgal a lieu dans le centre de Khabarovsk avec jusqu'à trois mille participants.
Le 12 juillet, le vice-premier ministre de la fédération de Russie et plénipotentiaire du président dans le district fédéral d'Extrême-Orient Iouri Troutnev arrive à Khabarovsk. Il estime que l'organisation du travail des dirigeants de la région était mauvaise et a déclaré à propos des manifestations que « les gens ont le droit d'exprimer leurs opinions ».
Depuis le 19 juillet 2020, des réunions approuvées sont tenues pour demander la libération de Fourgal.
Avec la nomination au poste de gouverneur, le 20 juillet 2020, de Mikhaïl Degtiariov, homme politique du LDPR très controversé et extérieur à la ville, la situation à Khabarovsk empire. De nombreuses personnes critiquent les déclarations du nouveau gouverneur et depuis l'arrivée de Degtiariov, des manifestations sont directement dirigées contre lui. Degtiariov, en revanche, affirme que les manifestations sont, par essence, une "mauvaise façon" de communiquer et qu'elles sont le fait de citoyens étrangers.
Le 28 juillet, Stanislav Smolensky, un participant particulièrement actif aux manifestations, conducteur du « Fourgalomobil », un bus transformé avec des images et des citations favorables à Fourgal, est condamné à huit jours de prison. Un autre participant à la manifestation de Khabarovsk, qui avait appelé à une manifestation active sur YouTube, est également condamné.
Depuis la fin du mois de juillet, les partisans des manifestations dans la partie occidentale de la Russie manifestent également. Comme la police de Moscou, Nijni Novgorod et Saint-Pétersbourg est beaucoup plus répressive contre toute manifestation, les participants nourrissent les pigeons en signe de solidarité avec les habitants de Khabarovsk.
Le 1er août, selon les autorités, 3500 personnes sont descendues dans la rue pour manifester pour l'ex-gouverneur emprisonné, bien que les manifestations n'aient pas été autorisées en Russie en raison de la pandémie COVID 19. 
Le 15 août les manifestants sont dans la rue pour le sixième samedi de suite et aux revendications contre le Kremlin s'ajoutent des messages de soutien aux manifestants biélorusses et des appels à la grève.
Le 22 août, la manifestation rassemble — selon les autorités locales — 1500 participants.
La cinquantième manifestation se déroule le 29 août et rassemble 1 200 manifestants selon la mairie, quelques milliers selon les participants. Les revendications incluent outre les questions locales une opposition ouverte à Vladimir Poutine, un soutien à Alexeï Navalny et aux Biélorusses,.
Le 5 septembre quelques milliers de manifestants se réunissent pour soutenir Fourgal qui a été entendu à Moscou par le tribunal la veille. Les manifestations se poursuivent régulièrement les 12 et 19 septembre même si l'écho médiatique est moindre, l'attention de la presse étant accaparée par les manifestations biélorusses.